# Методи Антов
Методи (Тоте) Йорданов Антов с псевдоним Ранко (на македонска литературна норма: Методи Антов - Ранко) е югославски партизанин, деец на комунистическата съпротива във Вардарска Македония.

## Биография
Роден е на 11 май 1924 година в Куманово. Учи гимназия в родния си град, а след това право. През 1941 година става член на СКМЮ, а през 1943 година и на ЮКП. На 3 декември 1943 година става секретар на Местното поверенство на МКП за Куманово. През март 1944 година става член на Окръжния комитет на МКП. След Втората световна война става началник на Отделението за защита на народа. По-късно е помощник-министър на вътрешните работи на Социалистическа република Македония, републикански секретар за народна отбрана на СРМ, председател на Общинската конференция на Социалистическия съюз на работническия народ на Македония за Кисела вода. През 1970 година става подпредседател на Републиканската конференция на ССРНМ. Става кандидат-член на ЦК на МКП. Носител е на Партизански възпоменателен медал 1941 година. Има сестра Магдалена, която също е партизанка.